# Круглый Рудник
Круглый Рудник — микрорайон в городе Березники Пермского края России.

## География
Микрорайон расположен на расстоянии приблизительно 4 км на юг-юго-восток от основной части города. С севера и востока к микрорайону прилегают территории садоводческих товариществ 18, 17 и 16.

### Уличная сеть
Центральной магистралью микрорайона является улица Центральная. Имеющиеся переулки безымянные.

## История
Населенный пункт был отмечен ещё на карте 1790 года как починок Круглинской. В 1869 году здесь (тогда Круглихинский Рудник) насчитывалось 2 двора (12 жителей), в 1909 — 3 (17 жителей). Известно, что в начале XIX века здесь добывали медную руду для завода в Пыскоре. 
С 2001 года в составе Березников.

## Транспортное сообщение
В микрорайон заходят городские автобусы 18 и 21 маршрута.